# Aleksandr Lesoen
Aleksandr Leonidovitsj Lesoen (Russisch: Александр Леонидович Лесун) (Borisov, 1 juli 1988) is een Russisch modern vijfkamper.

## Biografie
Lesoen werd in 2012 en 2014 wereldkampioen individueel. Lesoen zijn grootste succes was het van de Olympische gouden medaille in 2016.

## Belangrijkste resultaten

### Olympische Zomerspelen
| Jaar | Plaats         | Resultaat      |
| ---- | -------------- | -------------- |
| 2012 | Londen         | 4e individueel |
| 2016 | Rio de Janeiro | individueel    |

### Wereldkampioenschappen
| Jaar | Plaats    | Resultaat                        |
| ---- | --------- | -------------------------------- |
| 2010 | Chengdu   | individueel                      |
| 2011 | Moskou    | team · individueel               |
| 2012 | Rome      | individueel · team · estafette   |
| 2013 | Kaohsiung | team · individueel · estafette   |
| 2014 | Warschau  | individueel                      |
| 2015 | Berlijn   | individueel                      |
| 2016 | Moskou    | gemengde estafette · individueel |
| 2019 | Boedapest | estafette                        |

1912: Gösta Lilliehöök ·
1920: Gustaf Dyrssen ·
1924: Bo Lindman ·
1928: Sven Thofelt ·
1932: Johan Oxenstierna ·
1936: Gotthard Handrick ·
1948: William Grut ·
1952: Lars Hall
1956: Lars Hall ·
1960: Ferenc Németh ·
1964: Ferenc Török ·
1968: Björn Ferm ·
1972: András Balczó ·
1976: Janusz Pyciak-Peciak ·
1980: Anatoli Starostin ·
1984: Daniele Masala ·
1988: János Martinek ·
1992: Arkadiusz Skrzypaszek  ·
1996: Aleksandr Parygin ·
2000: Dmitri Svatkovski ·
2004: Andrej Moisejev ·
2008: Andrej Moisejev ·
2012: David Svoboda ·
2016: Aleksandr Lesoen ·
2020: Joe Choong ·
2024: Ahmed El-Gendy